# Charles-Boris de Jankowski
Pour les articles homonymes, voir de Jankowski.
Czesław Borys Jankowski dit Charles-Boris de Jankowski, né le 21 mai 1862 à Varsovie et mort le 7 décembre 1941 à Sceaux, est un artiste peintre, dessinateur, lithographe et illustrateur polonais ayant fait toute sa carrière en France.

## Biographie

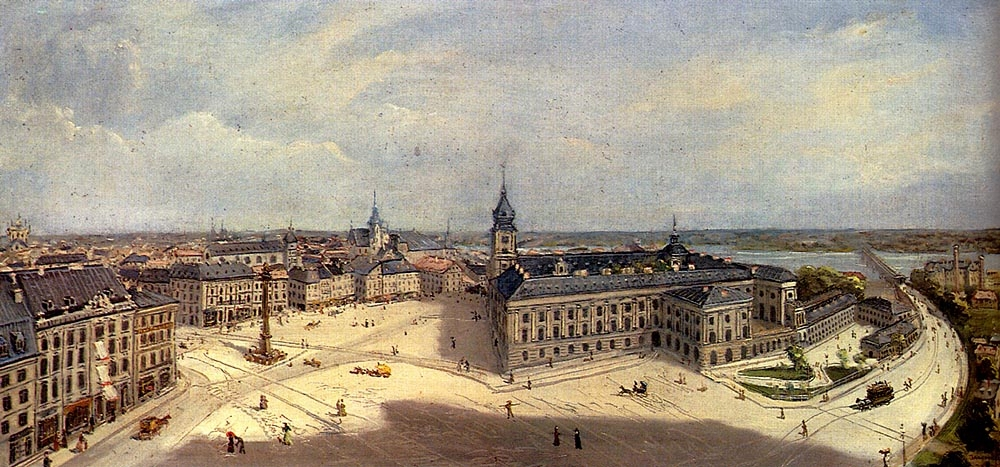
Vue de Varsovie (huile, avant 1888).

Charles-Boris de Jankowski entre en 1880-1881 à l'Académie des beaux-arts de Varsovie et a pour professeurs les peintres Jan Matejko, Aleksander Kamiński (1823-1886) et Michał Elwiro Andriolli, ce dernier le pousse à produire des dessins pour des périodiques illustrés. Jankowski collabore à Ogrodnik polski, Kłosy, Tygodnik Ilustrowany, Biesiada Literacka. Puis il part à Cracovie en 1887 et travaille pour la revue Świat.
Il part s'installer à Paris en 1888 et complète son apprentissage auprès de Léon Bonnat, Raphaël Collin et Fernand Cormon. Membre de la Société des artistes français, il expose régulièrement au Salon. Il appartient à l’École de Paris.
Il travaille pour des périodiques illustrés dont L'Assiette au beurre (1911), au Monde illustré, à L'Illustration, à The Graphic et The Illustrated London News. En 1917, une exposition sur ses peintures et dessins est organisée dans la galerie Georges Petit.
Membre de la Société des lithographes français, il décroche en 1923 une mention au Salon pour son estampe intitulée Génie de la lumière combattant les ténèbres. Il travaille avec les éditeurs d'estampes Braun (Paris), Ticherman (New York) et Sedelmeyer (Paris, Vienne, Munich).
En 1927, son étude pour la décoration de l'église de Saint-Cast est récompensée. En 1930, il est fait chevalier de la légion d'honneur. Entre 1933 et 1937, il est membre de la commission des travaux de l'exposition universelle de Paris.
Jankowski habitait au 47 rue des Chéneaux à Sceaux, où il possédait un atelier.
Il est le père de l'architecte français François Boleslas de Jankowski (1889-1972).

## Distinctions
- Chevalier de la Légion d'honneur